# 리버랜드

리버랜드의 국기.

리버랜드의 국장.

리버랜드가 주장하는 영토.

리버랜드 자유 공화국(체코어: Svobodná republika Liberland)은 세르비아-크로아티아 국경 분쟁으로 양국이 서로 타국의 영토라고 주장하는 무주지에 세워진 신생 자칭 국가이며 사실상의 마이크로네이션이다. 체코의 정치인 비트 예들리치카(Vít Jedlička)가 2015년 4월 13일에 선포하였다.

## 지리
세르비아-크로아티아 국경 분쟁의 결과 부코바르 섬을 비롯한 다뉴브강 동안의 많은 지역에 대한 영유권을 세르비아와 크로아티아가 모두 주장하고 있는 반면 현재의 다뉴브강보다 서안에 위치한 몇몇 지역은 양국이 서로 타국의 영토라고 주장하는 무주지이다. 리버랜드는 다뉴브강 서안의 무주지중 가장 큰 땅덩어리인 시가(Gornja Siga)지역에서 선포되었다.
이 지역의 면적은 약 7 제곱킬로미터이다. 리버랜드를 방문한 체코의 언론인에 따르면 폐가가 하나 있는 데 이웃 주민에 따르면 30년간 사람이 살지 않았다고 한다.

## 역사
체코의 자유시민당 소속 정치인인 비트 예들리치카(Vít Jedlička)가 2015년 4월 13일에 이 지역을 방문하면서 국기를 꽂고 리버랜드 자유 공화국을 선포했다. 그러나 이내 이를 인정하지 않던 크로아티아 정부의 방침에 따라, 크로아티아 경찰에 의해 체포되었다가 다시 풀려났다.

## 구조

### 정부
10~20명으로 구성된다.

### 국경
국경은 개방된다.

### 시민권
공산주의, 신나치주의, 극단주의 세력을 제외한 사람은 누구나 와서 국민이 될 수 있다.

## 같이 보기
- 세르비아-크로아티아 국경 분쟁